# Équipe cycliste Club Bourgas
L'équipe cycliste Club Bourgas  est une équipe cycliste bulgare participant aux circuits continentaux de cyclisme et en particulier l'UCI Europe Tour.
L'équipe connait des problèmes financiers pendant la saison 2009, alors qu'elle espérait devenir une équipe pro en 2010. 
Elle disparait complètement à l'aube de la saison 2010.

## Classements UCI
L'équipe participe aux épreuves des circuits continentaux et principalement les courses du calendrier de l'UCI Europe Tour. Le tableau ci-dessous présente les classements de l'équipe sur les circuits, ainsi que son meilleur coureur au classement individuel.
UCI Africa Tour
| Saison | Classement par équipes | Meilleur coureur au classement individuel |
| ------ | ---------------------- | ----------------------------------------- |
| 2009   | 15e                    | Mart Ojavee (83e)                         |

## Saison 2009

### Effectif
| Cycliste              | Date de naissance | Nationalité | Équipe 2008                        |
| --------------------- | ----------------- | ----------- | ---------------------------------- |
| Christomir Angelov    | 5.09.1987         | Bulgarie    |                                    |
| Yohan Cauquil         | 04.03.1985        | France      | Mitsubishi-Jartazi                 |
| Zakkari Dempster      | 27.09.1987        | Australie   | Southaustralia.com-AIS             |
| Yevgeni Gerganov      | 01.10.1975        | Bulgarie    |                                    |
| Pieter Ghyllebert     | 13.06.1982        | Belgique    | Topsport Vlaanderen                |
| Matti Helminen        | 14.08.1975        | Finlande    |                                    |
| Stefan Hristov        | 12.07.1985        | Bulgarie    | Nippo-Endeka                       |
| Petar Jevstatiev      | 26.02.1987        | Bulgarie    |                                    |
| Vladimir Koev         | 31.08.1979        | Bulgarie    |                                    |
| Radoslav Konstantinov | 31.10.1983        | Bulgarie    | Ex-pro (Nesebar 2005)              |
| Normunds Lasis        | 25.02.1985        | Lettonie    | Dynatek-Latvia                     |
| Stanislav Minkov      | 14.12.1987        | Bulgarie    |                                    |
| Mart Ojavee           | 09.11.1981        | Estonie     | Rietumu Bank-Riga                  |
| Evgeni Panayotov      | 10.01.1989        | Bulgarie    |                                    |
| Peter Panayotov       | 05.08.1987        | Bulgarie    |                                    |
| Daniel Petrov         | 31.10.1982        | Bulgarie    |                                    |
| Vanio Popov           | 11.06.1990        | Bulgarie    | Néo-pro                            |
| Martin Prázdnovský    | 22.10.1975        | Slovaquie   | AC Sparta Prague                   |
| Erki Pütsep           | 23.05.1976        | Estonie     | Bouygues Telecom                   |
| Rusen Tenev Russev    | 17.09.1982        | Bulgarie    |                                    |
| Janek Tombak          | 22.07.1976        | Estonie     | Mitsubishi-Jartazi                 |
| Svetoslav Tchanliev   | 03.08.1973        | Bulgarie    | Ex-pro (Cycling Club Bourgas 2006) |
| Rob Woestenborghs     | 30.08.1976        | Belgique    | Néo-pro                            |
| Radostin Yordanov     | 01.11.1990        | Bulgarie    | Néo-pro                            |

### Victoires
| Date       | Course                       | Pays     | Classe | Vainqueur          |
| ---------- | ---------------------------- | -------- | ------ | ------------------ |
| 12/04/2009 | Grand Prix de Donetsk        | Ukraine  | 1.2    | Mart Ojavee        |
| 25/04/2009 | Banja Luka-Belgrade I        | Serbie   | 1.2    | Normunds Lasis     |
| 29/05/2009 | Grand Prix de Tallinn-Tartu  | Estonie  | 1.1    | Erki Pütsep        |
| 21/06/2009 | Boucles de la Mayenne        | France   | 2.2    | Janek Tombak       |
| 09/09/2009 | 3e étape du Tour de Bulgarie | Bulgarie | 2.2    | Martin Prázdnovský |

## Saison 2008

### Effectif
| Cycliste             | Date de naissance | Nationalité | Équipe 2007                        |
| -------------------- | ----------------- | ----------- | ---------------------------------- |
| Christomir Angelov   | 5.09.1987         | Bulgarie    | Ex-Pro (Hemus 1896-Berneschi 2006) |
| Yevgeni Gerganov     | 01.10.1975        | Bulgarie    |                                    |
| Martin Jankov        | 29.04.1989        | Bulgarie    | Néo-pro                            |
| Petar Jevstatiev     | 26.02.1987        | Bulgarie    |                                    |
| Vladimir Koev¹       | 31.08.1979        | Bulgarie    | Hemus 1896 - Berneschi             |
| Ahmed Metin          | 19.06.1987        | Bulgarie    | Néo-pro                            |
| Stanislav Minkov     | 14.12.1987        | Bulgarie    |                                    |
| Miroslav Minschev    | 17.01.1989        | Bulgarie    | Néo-pro                            |
| Yevgeni Panajotov    | 10.01.1989        | Bulgarie    | Néo-pro                            |
| Peter Panajotov      | 5.08.1987         | Bulgarie    |                                    |
| Daniel Petrov        | 31.10.1982        | Bulgarie    | Duja/Tavira                        |
| Rusen Tenev Russev   | 17.09.1982        | Bulgarie    |                                    |
| Vladimir Timoschenko | 11.05.1988        | Russie      |                                    |

¹ depuis le 15/09

### Victoires
| Date       | Course                                   | Pays  | Classe | Vainqueur     |
| ---------- | ---------------------------------------- | ----- | ------ | ------------- |
| 08/05/2008 | 1re étape du Tour de Chalkidiki          | Grèce | 2.2    | Daniel Petrov |
| 11/05/2008 | Classement général du Tour de Chalkidiki | Grèce | 2.2    | Daniel Petrov |